# コルネリス・リーステ
コルネリス・リーステ（Cornelis Lieste、1817年10月26日 - 1861年7月24日）は、オランダの画家、版画家である。主にオランダの風景を描いた。

## 略歴
ハールレムに生まれた。1835年に父親はリーステをハールレムにできた実業学校に入学させ、そこでヤン・レーケルス（Jan Reekers: 1790-1858）から絵を学んだ。1837年から1838年の間は風景画家のニコラース・ヨハネス・ローゼンボーム（1805-1880）に学んだ。1839年にスヘルトーヘンボスの王立工芸学校で開かれた展覧会で入賞し、23歳でベルギーとドイツを旅した。オランダ各地の風景を描き、1840年にはオランダと国境を接するドイツの街、クレーヴェで働いていた風景画家のバレント・コルネリス・クークーク（Barend Cornelis Koekkoek: 1803-1862）の元も訪れたと思われる。この頃の風景画に家畜を描くのが得意なシモン・ファン・デン・ベルフ（Simon van den Berg: 1812–1891）のような画家に依頼して人物や家畜を描き加えてもらうこともあった。
1846年にハールレムの美術家グループ「Kunst zij ons doel（芸術こそわが目標）」のメンバーになり、1846年にアムステルダムの王立美術アカデミーの会員に選ばれた。1852年にアムステルダムで開かれたレンブラントを記念するイベントの会場を装飾する画家の一人となった。1853年から1856年の間、ドイツのライン地方やスイス、イタリア北部を旅し、山の風景を描いた。1854年から1856年まで、多くの画家が集まり、後に「オランダのバルビゾン」と称されることになるオーステルベークに何度か滞在した。夕暮れなどの光の中の夏や冬の風景を描いたことで知られている。
弟子にはクルーゼマン・ファン・エルテン（Hendrik Dirk Kruseman van Elten: 1829-1904)やパウル・ハブリエル（1828-1903）、アーレンティーナ・アーレントセン（Arentina Hendrica Arendsen: 1836-1915）らがいる。

## 作品

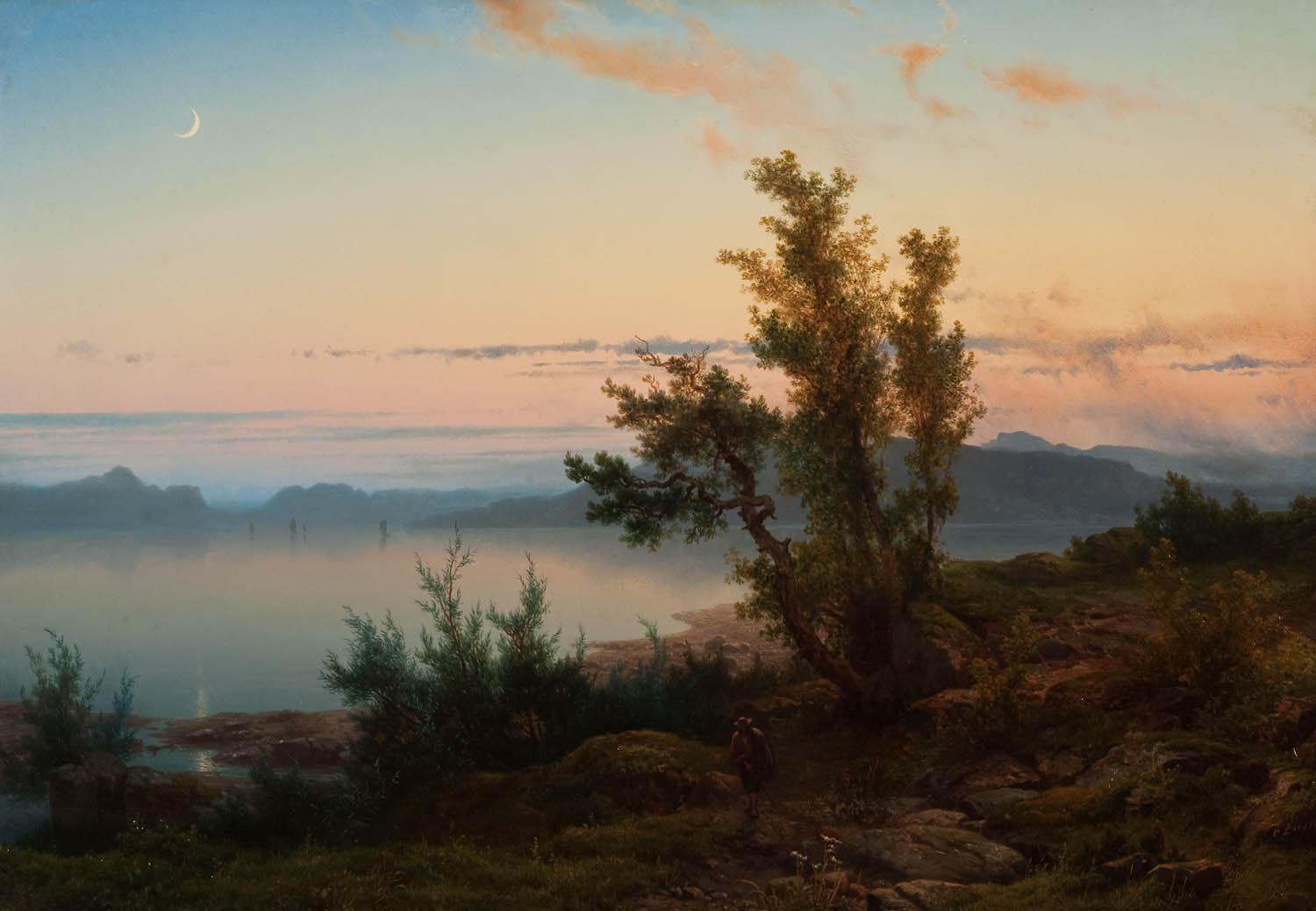
三日月の下の風景
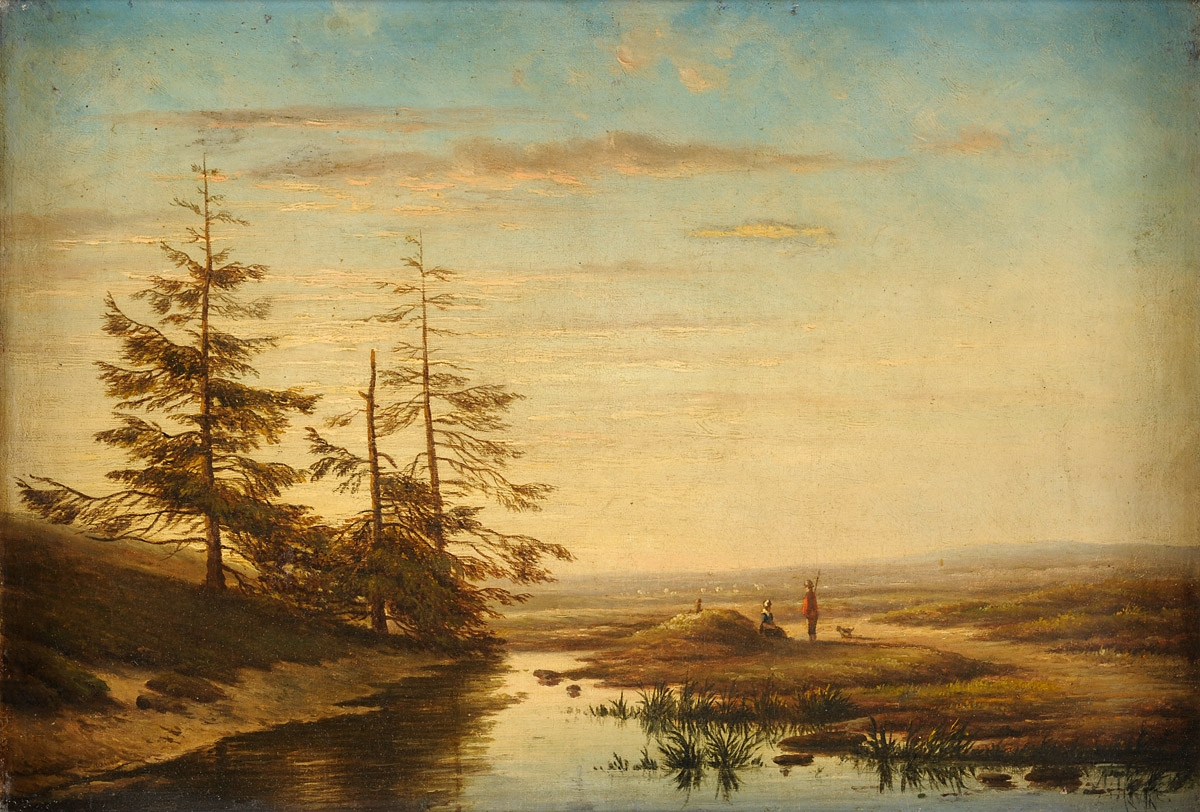
荒れ野の風景
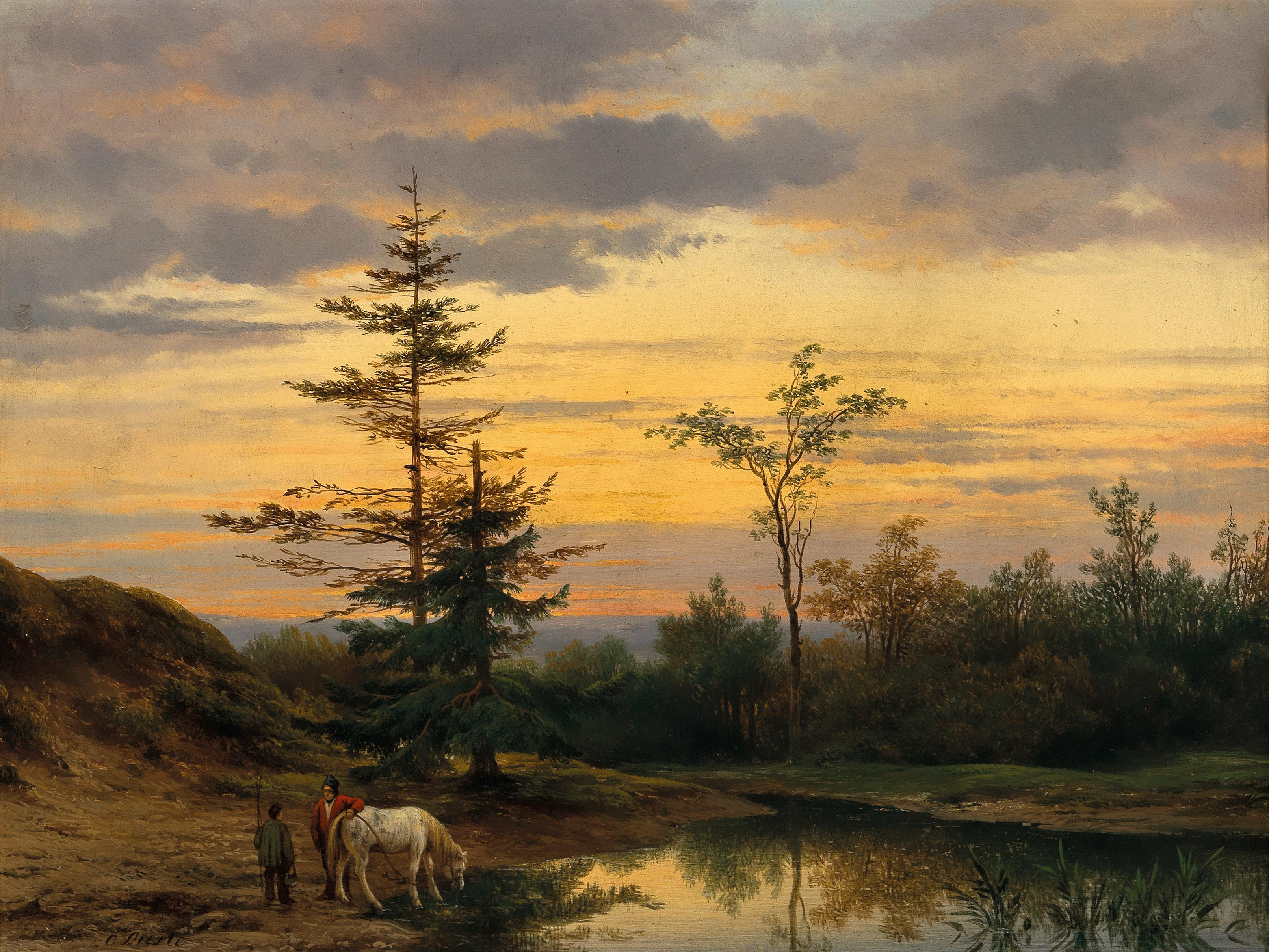
夏の夕方の川辺
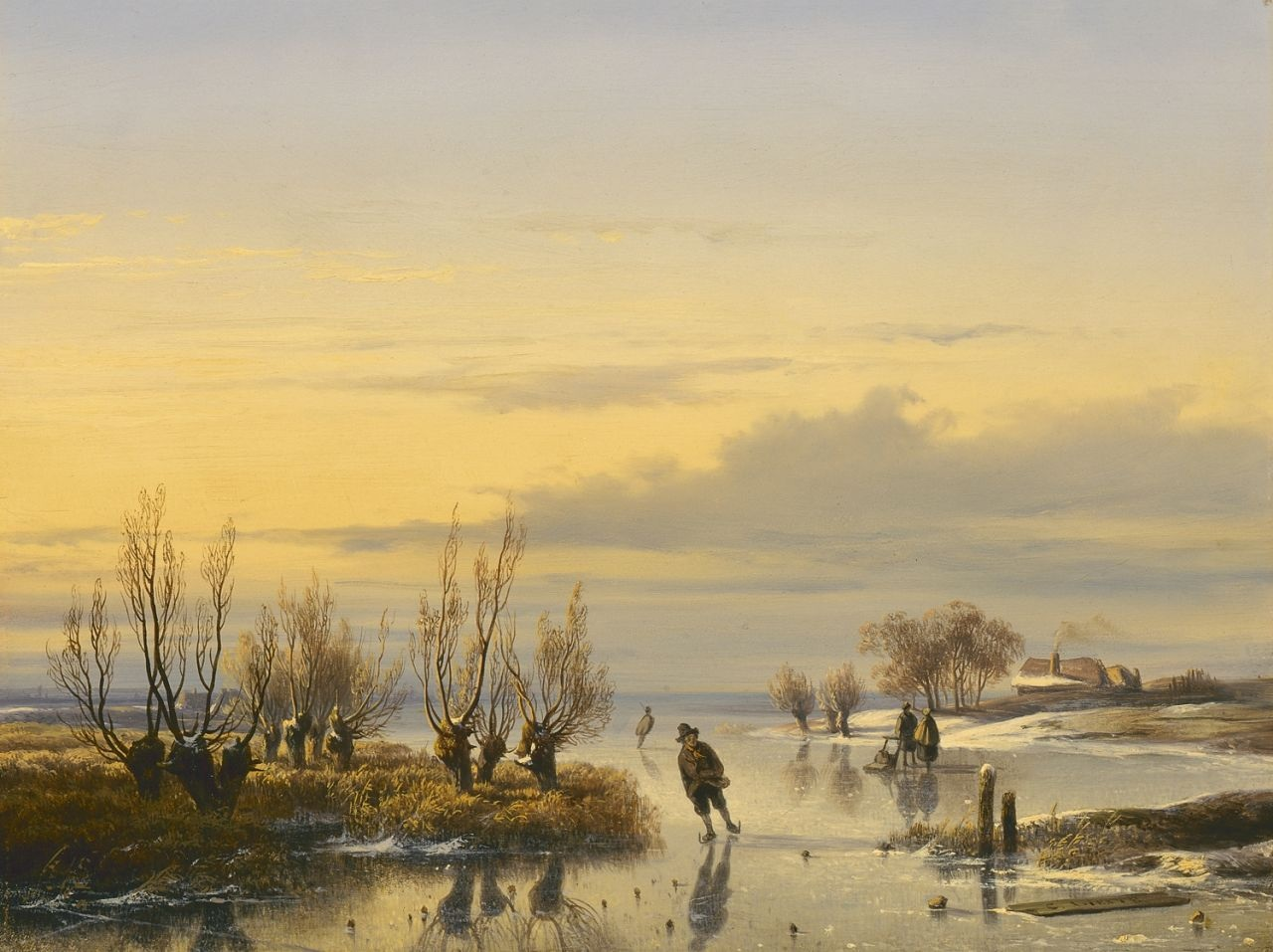
冬の夕方の風景